# Cephaloscyllium pardelotum
Cephaloscyllium pardelotum — один из видов рода головастых акул, семейство кошачьих акул (Scyliorhinidae).

## Таксономия
Единственный известный экземпляр Cephaloscyllium pardelotum был пойман 21 апреля 2008 года у южного побережья острова Тайвань. Он описан в международном научном журнале «Zootaxa». Видовое название pardelotum происходит от слова лат. pardus и означает «леопард».

## Описание
Голотип имел в длину 20,2 см и представлял собой неполовозрелую самку. Это акула со стройным телом с короткой, широкой и приплюснутой головой. Морда широкая и закруглённая. Большие ноздри окружены треугольными складками кожи, которые не достигают рта. Маленькие глаза имеют овальную форму. Рот широкий, борозды по углам рта отсутствуют. Во рту имеются по 60 зубных рядов на нижней и верхней челюстях. Зубы крошечные, с центральным выступом и парой латеральный зубцов. Пять пар жаберных щелей очень короткие.
Первый спинной плавник немного больше второго. Его основание лежит за серединой основания брюшных плавников. Грудные плавники крупные и широкие. Анальный плавник крупнее обоих спинных плавников. Широкий хвостовой плавник имеет глубокую вентральную выемку у кончика верхней лопасти. Брюшные плавники маленькие. Кожа толстая, покрыта плакоидными чешуйками. Неполовозрелый голотип был золотисто-коричневого цвета, спину покрывали тёмные пятна, выраженные менее чётко по сравнению с полосатой головастой акулой. Брюхо бледнее и без отметин.

## Биология и экология
Подобно прочим головастым акулам австралийские головастые акулы способны накачиваться водой или воздухом, будучи вытащенными из воды, и раздуваться в случае опасности; таким способом они расклиниваются в щелях, не позволяя себя схватить, и даже отпугивают хищника.